# 次頻帶編碼
在訊號處理中，次頻帶編碼（sub-band coding, SBC）是一種轉換編碼。其作法是把訊號分成許多頻帶（通常使用快速傅里叶变换）後獨立編碼，通常是將資料做壓縮的第一步，可應用於聲音、多媒體、影像訊號的壓縮。
次频带编码常用于包括MP3算法在内的许多常见有损音频压缩算法中。

## 應用於聲音訊號

### 基本理論
次頻帶編碼在聲音訊號上利用聽覺遮蔽（auditory masking）且符合人耳的聽覺系統。一般而言，人耳可聽到一定頻率範圍的聲音，若在某特定頻率的訊號強度很大時，人耳對於該特定頻率附近的頻率辨別率幾乎為0，我們稱強度很大的訊號遮蔽弱的訊號。次頻帶編碼的基本概念即是捨去那些被遮蔽的頻帶，這部分為「失真編碼」，與原本的訊號不同，但其捨去的訊號經過分析後，仍可以不被人耳所辨別。

### 應用
最常用於數位化編碼的方法是脈衝編碼調變（pulse-code modulation），這種方法也適用於CD和錄音帶。數位化轉換將原本的連續訊號取樣後，並用最接近的整數bits表示，及量子化（quantization），但這樣的方法會產生取捨誤差（rounding error），並在取樣域產生截斷誤差（truncation error）。
為了減少誤差，必須要增加每個代表取樣的位元數，如此一來便造成過大的位元率（像是CD audio的頻道就超過700 kbits/s）。實際上，用過的位元表示並沒有考慮人耳的聽覺系統的敏感度。其改善的方法是用非線性脈衝編碼調變，如µ-law編碼，適用聽覺感知曲線，其截斷誤差是與訊號能量大小做調變。
其中昇陽電腦（Sun Microsystems）的Au file format是廣為人知的µ-law編碼方式，使用8位元µ-law編碼可使CD audio的頻道減低至350 kbits/s，但效果與原本相比，較為遜色。
次頻帶編碼應用的另一個例子是G.722（第一個用於16KHz採樣率的寬帶語音編碼演算法），它利用次頻帶可適性差分脈衝編碼調變（sub-band adaptive differential pulse code modulation, SB-ADPCM），位元率在64 kbits/s。SB-ADPCM將頻帶切成兩次頻帶，每個次頻帶再分別用ADPCM。

## 影像訊號
介紹影像之前，先以一個一維訊號為例，如圖一所示

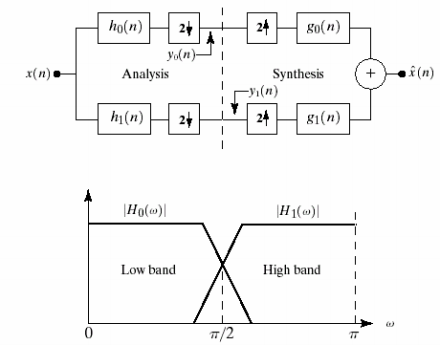
圖一

圖一中，上圖表示兩頻帶的子帶編碼及解碼，輸入訊號{\displaystyle {\mathit {x(n)}}}，分別經過兩個分析濾波器（analysis filter）{\displaystyle {\mathit {h_{0}(n)}}}、{\displaystyle {\mathit {h_{1}(n)}}}。它們個別的頻率響應如下圖{\displaystyle {\mathit {H_{0}(n)}}}、{\displaystyle {\mathit {H_{1}(n)}}}。其中{\displaystyle {\mathit {h_{0}(n)}}}為低通濾波器，所得到的{\displaystyle {\mathit {y_{0}(n)}}}是訊號的低頻部分，其輸出為原訊號大略的特徵（approximation）；{\displaystyle {\mathit {h_{1}(n)}}}為高通濾波器，輸出所得到的{\displaystyle {\mathit {y_{1}(n)}}}是訊號的細節（detail）。經過降取樣（downsampling）來達到壓縮的效果。而圖一上圖的右半部{\displaystyle {\mathit {g_{0}(n)}}}、{\displaystyle {\mathit {g_{1}(n)}}}分別是合成濾波器（synthesis filter），先將{\displaystyle {\mathit {y_{0}(n)}}}、{\displaystyle {\mathit {y_{1}(n)}}}，升採樣（upsampling）後還原原本的訊號。

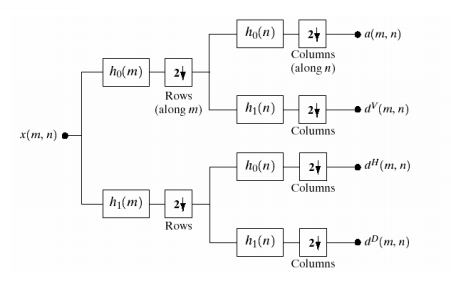
圖二

接著介紹二維子帶編碼，如圖二所示，二為訊號{\displaystyle {\mathit {x(m,n)}}}分經過低通、高通濾波器後對橫列降取樣，此時會得到兩張長度約為原本二分之一的圖。再分別對這兩張圖個別經過低通、高通濾波器後對行方向降取樣，可得到四張圖。如圖三所示
圖三從左至右、上至下分別對應到圖二的{\displaystyle {\mathit {a(m,n)}}}，代表粗略次頻帶（approximation subband）、{\displaystyle {\mathit {d^{H}(m,n)}}}，表示水平的細節、{\displaystyle {\mathit {d^{V}(m,n)}}}，表示垂直方向的細節、{\displaystyle {\mathit {d^{D}(m,n)}}}，表示對角線方向的細節，即是角落（corner）的部分。若針對粗略子帶繼續經過更多次的低通、高通濾波器，便達到壓縮的效果，最廣泛的應用就是JPEG2000，其主要的演算法小波轉換的基本概念即是上面所述。

## 应用
在20世纪八十年代开始，MPEG（动态影像专家小组）制定了音频和视频的编码标准。例如MP3算法的核心就是次频带编码技术。
次频带编码被用于G.722编解码器，它在64kbit/s的比特率内使用子带自适应差分脉冲编码调制（SB-ADPCM）。在SB-ADPCM技术中，频带被分成两个子带（高频部分和低频部分），每个子带的信号都使用ADPCM进行编码。